# Малое Кривинское
Малое Кривинское — деревня в Макушинском районе Курганской области. До июля 2020 года входила в состав Золотинского сельсовета.

## История
До 1917 года в составе Кривинской волости Курганского уезда Тобольской губернии. По данным на 1926 год деревня Мало-Кривинское состояла из 189 хозяйств. В административном отношении входила в состав Кривинского сельсовета Макушинского района Курганского округа Уральской области.

## Население
| 1989 | 2002 | 2010 |
| ---- | ---- | ---- |
| 84   | ↘64  | ↘33  |

По данным переписи 1926 года в деревне проживало 883 человека (422 мужчины и 461 женщина), в том числе: русские составляли 99 % населения.